# 부르군트 자유백국
부르군트 자유백국(독일어: Freigrafschaft Burgund 프라이그라프샤프트 부르군트[*]) 또는 프랑슈콩테(프랑스어: Franche-Comté de Bourgogne 프랑슈콩테 드 부르고뉴[*])은 신성로마제국의 백국 중 하나였다. 오늘날의 프랑스 부르고뉴프랑슈콩테 레지옹 동부에 위치했다. 서쪽으로 프랑스의 봉신국인 부르고뉴 공국과 접했다.
이 지역은 원래 부르군트인들의 왕국(부르군트 제1왕국)이 있던 자리로, 534년 프랑크인들에게 정복되었다. 843년 베르됭 조약으로 프랑크 왕국이 분할되면서 손강 서안은 서프랑크 왕국에, 동안은 중프랑크 왕국에 속했다. 손강 동안은 888년 상부르군트와 하부르군트로 나뉘었는데 그 중 상부르군트의 서부 지역이 부르군트 백국이 된다.
933년 카롤루스 제국이 붕괴하면서 상하 부르군트는 부르군트 제2왕국으로 통일되었다. 1032년 부르군트 왕국의 혈통이 단절되면서 왕위가 신성로마황제 콘라트 2세에게 넘어갔다. 비슷한 즈음 손강 서안에서는 프랑스의 카페 왕가가 부르고뉴 공국을 설치했다.
이탈리아왕 아달베르투스 2세 이브렌시스의 아들 오토 빌헬름은 부르고뉴 공국의 봉신인 마콩 백작이었는데, 982년 모계로부터 손강 서안을 물려받았다. 오토 빌헬름은 이 때부터 이브레아가의 시조가 되는데, 1002년 계부인 부르고뉴 공작 앙리 1세가 죽자 부르고뉴 공국에 대한 계승권을 주장했다. 하지만 실패하고 그의 영지는 손강 이서에 한정되었는데, 이로써 부르군트 백국이 정립되었다. 부르군트 백국은 쥐라산맥을 넘는 교역로를 뚫고 암염광을 개발하여 번성했다.
11세기 말 신성로마황제 하인리히 3세는 비잔츠 대주교를 대재상으로 임명하고 비잔츠를 자유제국도시로 삼아(비잔츠 자유시) 자신의 직속 봉신으로 삼았다. 1122년에는 라이날트 2세의 동생 구이도(훗날의 교황 갈리스토 2세)가 황제 하인리히 5세와 보름스 협약을 맺었다. 비잔츠는 황제의 보호를 받으며 12세기 내내 번영했으나 1127년 부르군트 백작 빌헬름 3세가 암살당하고 그 사촌으로서 작위를 계승한 라이날트 3세는 황제의 영향력을 물리쳤다. 이로써 부르군트 백국은 "자유백국(독일어: Freigrafschaft, 프랑스어: Franche-Comté 프랑슈콩테[*])이라고 불리게 되었다.
하지만 프리드리히 1세 바르바로사 황제는 다시 부르군트 백국에 황제권을 다시 세웠고, 부르군트 백작 빌헬름 4세의 조카이자 라이놀트 3세의 딸 베아트릭스 1세와 결혼했다. 빌헬름 4세와 프리드리히 황제가 죽으면서 프리드리히의 5남 오토가 오토 1세로 부르군트 백작위를 계승했다. 오토는 대백작(archcount)이라는 희한한(어쩌면 유일한) 작위를 자칭했다. 오토 1세의 딸 베아트릭스 2세가 백작위를 계승했고, 베아트릭스 2세는 메라니엔 공작 오토 1세와 결혼했다. 그들의 아들 오토 3세와 딸 아델라이데가 순서대로 백작위를 계승했다.
아델라이데는 강력한 봉신인 샬롱 백작 위그와 결혼했다. 아델라이데와 위그의 아들 오토 4세는 마지막 봉건 부르군트 백작이었다. 오토 4세는 처음에는 바르 백작의 딸과 결혼했다가 이후 마오 드 아르투아 여백작과 재혼했는데, 마오는 프랑스 국왕 루이 9세의 질녀였다. 그리하여 부르군트 백국은 프랑스의 영향권에 들어가게 되었다. 오토 4세와 마오의 딸 요하나 2세와 블랑카는 각각 프랑스 국왕 필리프 4세의 아들인 필리프와 샤를과 결혼했다. 그리함으로써 요하나는 프랑스 왕비가 되었다. 요하나와 블랑카는 1314년 궁중 성추문인 넬탑 사건에 연루되었다. 요하나는 무죄를 선고받았으나 블랑카는 간통죄 유죄를 선고받아 여생을 감옥에서 보내다 옥사했다.
필리프 5세와 요하나의 딸 요하나 3세가 외드 4세 드 부르고뉴 공작과 결혼함으로써 부르고뉴 공국과 부르군트 백국은 근 400년 만에 통일되었다. 하지만 외드와 요하나의 손자 필리프가 1361년 후사 없이 죽으면서 동군연합이 붕괴했다. 부르고뉴 공국은 프랑스 국왕 장 2세에게 개역되었고, 부르군트 백국은 오토 4세의 손녀 마르가레트 1세에게 계승되었다. 마르가레트는 1382년 자기 영지들을 아들 루이 2세 드 플랑드르 백작에게 물려주었다.
루이 2세는 남자 상속자 없이 1384년 죽었고, 부르군트 백국은 루이 2세의 딸 마르가레트에게 계승되었다. 1405년 마르가레트의 아들 부르고뉴 공작 장 용맹공이 부르군트 백국을 물려받음으로써 다시 부르고뉴 공국과 백국이 통일되었다. 이 동군연합은 1477년 낭시 전투에서 샤를 용담공이 죽을 때까지 지속되었다. 샤를 용담공이 죽은 직후, 그 사촌 루이 11세가 부르군트 백국을 차지했다. 하지만 샤를의 딸 마리 부귀공과 결혼한 오스트리아 대공 막시밀리안 폰 합스부르크가 강력한 이의를 제기하면서 부르고뉴 계승전쟁이 일어났다. 루이 11세의 후계자 샤를 8세는 나폴리 왕국에 개입하는 대신 부르군트 백국을 포기하기로 했고, 1493년 상리스 조약으로 부르군트 백국은 신성로마황제로 즉위한 막시밀리안에게 할양되었다. 그 뒤 부르군트 백국은 막시밀리안 황제의 아들인 카스티야 국왕 펠리페 1세가 물려받았다. 1512년에는 부르군트 관구에 소속되었다.
부르군트 백국은 네덜란드와 함께 계속 합스부르크 스페인의 소유로 남아 있다가 1678년 네이메헌 조약으로 프랑스에 완전히 넘어감으로써 소멸했다.

## 같이 보기
- 부르군트 왕국
- 부르고뉴 공국